# ویندهاگ بای پرگ
ویندهاگ بای پرگ (به آلمانی: Windhaag bei Perg) یک منطقهٔ مسکونی در اتریش است که در ناحیه پرگ واقع شده‌است. ویندهاگ بای پرگ ۱۹٫۱۲ کیلومتر مربع مساحت دارد ۵۱۴ متر بالاتر از سطح دریا واقع شده‌است.